# Steele (Dakota del Nord)
Steele és una població dels Estats Units a l'estat de Dakota del Nord. Segons el cens del 2000 tenia 761 habitants.

## Demografia
Segons el cens del 2000, Steele tenia 761 habitants, 336 habitatges, i 191 famílies. La densitat de població era de 515,5 hab./km².
Dels 336 habitatges en un 23,8% hi vivien nens de menys de 18 anys, en un 47,6% hi vivien parelles casades, en un 6,8% dones solteres, i en un 42,9% no eren unitats familiars. En el 40,5% dels habitatges hi vivien persones soles el 28% de les quals corresponia a persones de 65 anys o més que vivien soles. El nombre mitjà de persones vivint en cada habitatge era de 2,13 i el nombre mitjà de persones que vivien en cada família era de 2,88.
Per edats la població es repartia de la següent manera: un 22,6% tenia menys de 18 anys, un 4,9% entre 18 i 24, un 22,9% entre 25 i 44, un 17,9% de 45 a 60 i un 31,8% 65 anys o més.
L'edat mediana era de 45 anys. Per cada 100 dones de 18 o més anys hi havia 75,8 homes.
La renda mediana per habitatge era de 27.841 $ i la renda mediana per família de 37.778 $. Els homes tenien una renda mediana de 35.250 $ mentre que les dones 20.673 $. La renda per capita de la població era de 16.767 $. Entorn del 8,7% de les famílies i el 14,1% de la població estaven per davall del llindar de pobresa.

## Poblacions més properes
El següent diagrama mostra les poblacions més properes.